# Rönkhausen

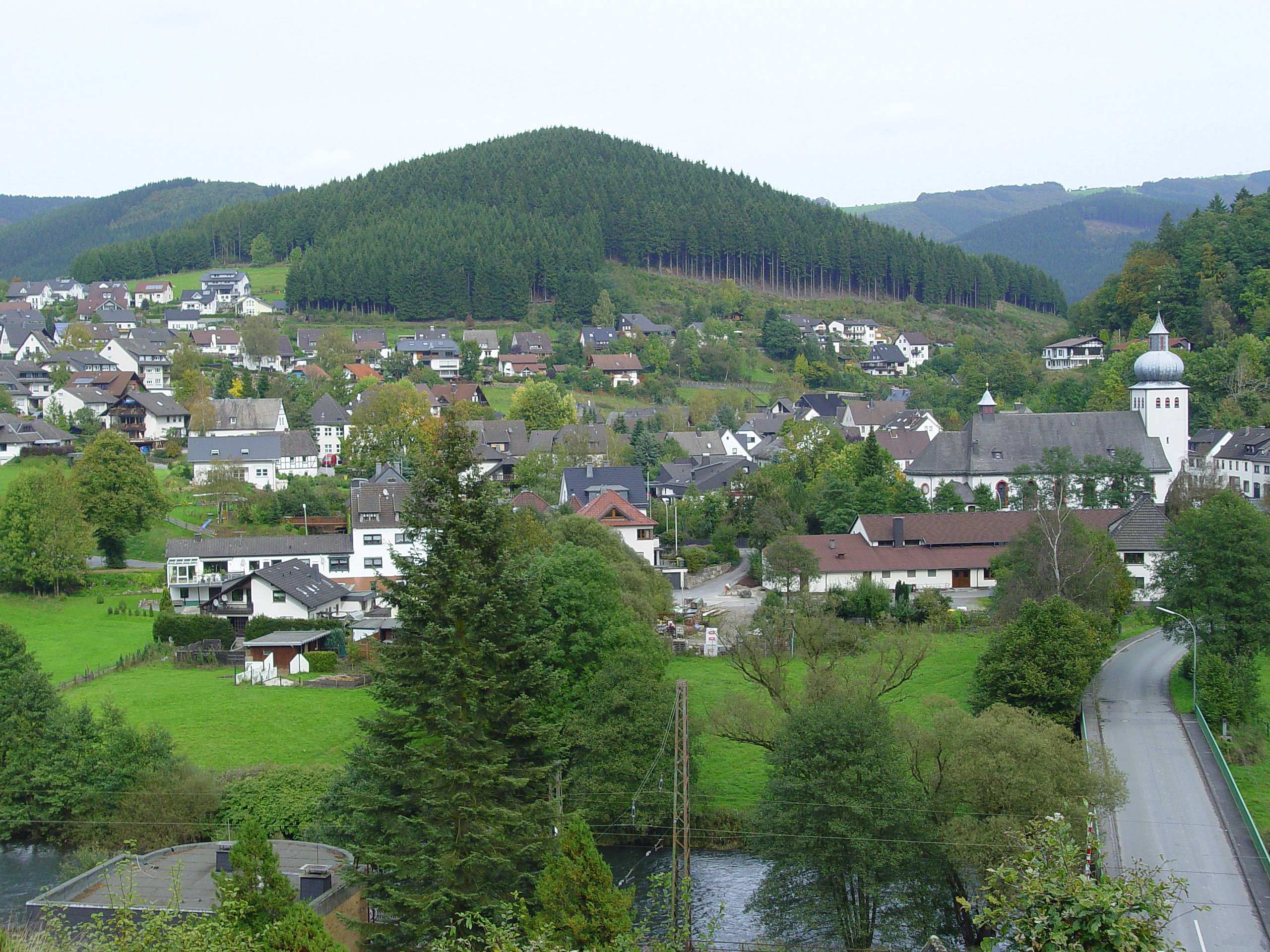
Rönkhausen vom „Bahnhofsberg“ aus gesehen

Rönkhausen ist ein Ort in der Gemeinde Finnentrop mit rund 1700 Einwohnern. Er liegt an der Lenne, im südlichen Teil des Sauerlandes; an der B 236 zwischen Altena und Lennestadt. Die Nachbarorte sind Pasel im Westen und Lenhausen im Osten.

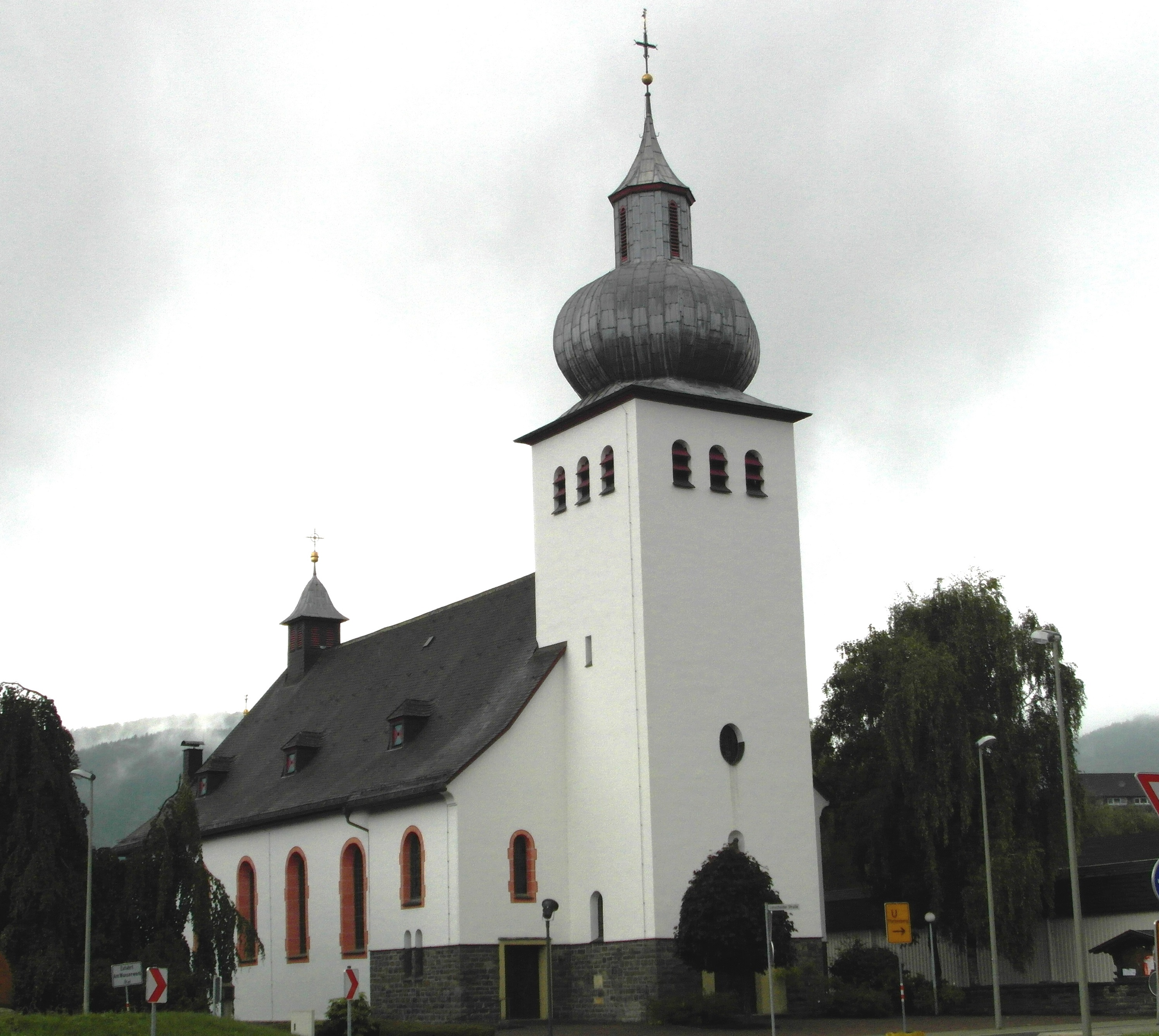
Pfarrkirche St. Antonius Einsiedler

Kirchlich gesehen gehört Rönkhausen zur Erzdiözese Paderborn (historisch bis ins 19. Jahrhundert zum Erzstift Köln), Schutzpatron des Ortes ist der Hl. Antonius der Einsiedler. Die Pfarrgemeinde gehört dem Pastoralverbund Bigge-Lenne-Fretter-Tal an; die zentral gelegene Pfarrkirche prägt das Ortsbild. Sie wurde von 1923 bis 1924 erbaut. Der mächtige Zwiebelturm und das letzte Joch wurde 1939 angebaut. 

## Geschichte
Der Ort ist geschichtlich zum ersten Mal in einem Güterverzeichnis der Benediktinerabtei Deutz, das im Jahr 1160 angelegt wurde, schriftlich erwähnt.
Der Ursprung Rönkhausens lässt sich aber aller Wahrscheinlichkeit nach schon ins 9. Jahrhundert zurückführen, da für Orte des Sauerlandes, die auf „-inghausen“ enden, allgemein eine Entstehungszeit um 850–900 angenommen wird. Diese Ortsnamen bildeten sich aus Rufnamen. Wahrscheinlich gab es im heutigen Rönkhausen einen Mann namens Rocco (vgl. Rochus), der an dieser Stelle im Lennetal begütert war.
In einer neueren Analyse der Ortsnamen des Kreises Olpe wird der Einfluss der Person „Rocco“ auf die Bildung des Ortsnamens bestätigt. Flöer deutet den Namen als eine Ortsbezeichnung „bei den Häusern der Leute des Rocco“.
Frühe Anhaltspunkte über die Größe von Rönkhausen ergeben sich aus dem Schatzungsregister von 1543, das der Erhebung von Steuern diente. Demnach gab es zu dieser Zeit in Roenckhaußen (Rönkhausen) 18 Schatzpflichtige (ohne drei Personen, die als arm eingestuft wurden). Diese Anzahl dürfte in etwa mit den vorhandenen Familien bzw. Häusern übereingestimmt haben.
Der Ortsname variierte durch die Jahrhunderte:
- 1160 Rokinchusen (erste Erwähnung in der Höfeliste des Klosters Deutz)
- 1223 Rockinhusin oder Roggenchusen (Schneider, Die Orte der Provinz Westfalen, Münster 1936)
- 1347 Rockenhusen (Historisches Archiv der Stadt Köln)
- 1370 Rocginchusen (NRW-Staatsarchiv Münster, Bestand Kloster Grafschaft)
- 1492 Roynkussen (Archiv Hovestadt)
- 1536 Roenckhuißen (Schatzungsregister im Landest. Archiv, Arnsberg)
- 1543 Roenckhaußen (Schatzungsregister)
- 1565 Roenghausen (Schatzungsregister im Landest. Archiv, Arnsberg)
- 1620 Hoinckhusen (Karte des Herzogtums Westfalen von Gigas). Das H am Anfang ist wahrscheinlich eine Verwechselung.
- 1663 Rönnkhusen (Karte des Herzogtums Westfalen von Seutter)
- 1821 Rönnckhausen (Urkundensammlung Werner Spielmann, Rönkhausen: Rezeß über die Teilung der Rönkhauser Mark von 1821)
- heute Rönkhausen

In Rönkhausen-Glinge liegt das Pumpspeicherwerk Rönkhausen.

## Söhne und Töchter des Ortes
- Kilian Kirchhoff (1892–1944), katholischer Priester, Übersetzer und Dissident, der wegen „staatszersetzender“ Äußerungen hingerichtet wurde
- Bruno Vollmert (1920–2002), Chemiker
- Thomas Fischer (* 1953), Jurist, Richter am Bundesgerichtshof; wuchs in Rönkhausen von 1953 bis 1969 auf